# Sima Urale
Sima Urale (ur. 1967 w Savai'i) – nowozelandzka filmowiec pochodzenia samoańskiego. Kształciła się na University of Melbourne.

## Wybrana Filmografia
Aktorka
- 2003: Legenda Johnny'ego Lingo jako Hoku
- 2016: One Thousand Ropes

Reżyser
- 2007: Coffee and Allah

## Nagrody
- 2007: Złoty Kłos:  Udział w konkursie filmów krótkometrażowych za film Coffee and Allah (2007)